# Kalendarium historii Nowego Miasta Lubawskiego

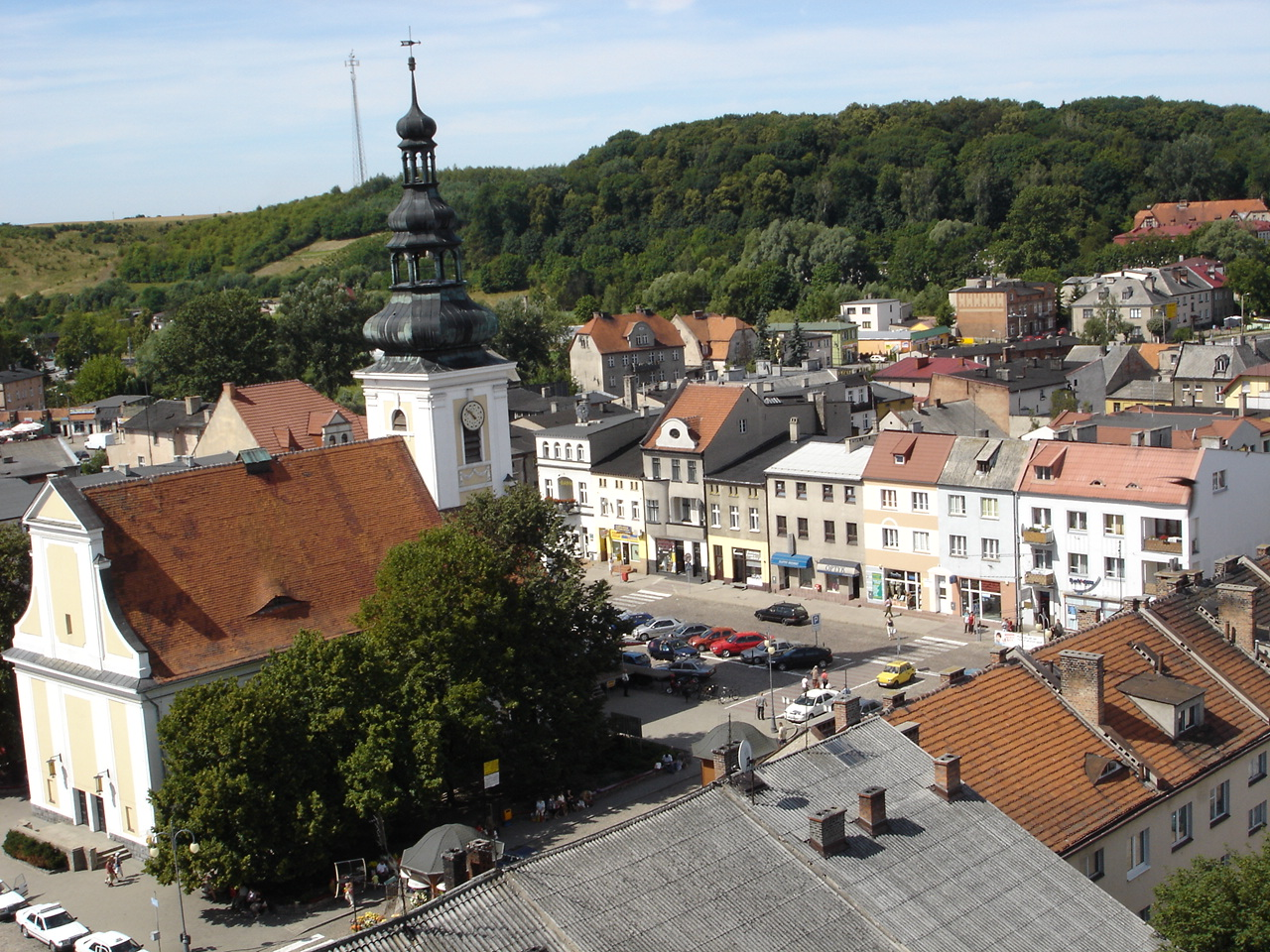
Nowe Miasto Lubawskie

Kalendarium historii Nowego Miasta Lubawskiego – chronologiczne zestawienie najważniejszych faktów z dziejów miasta.

## XIV wiek

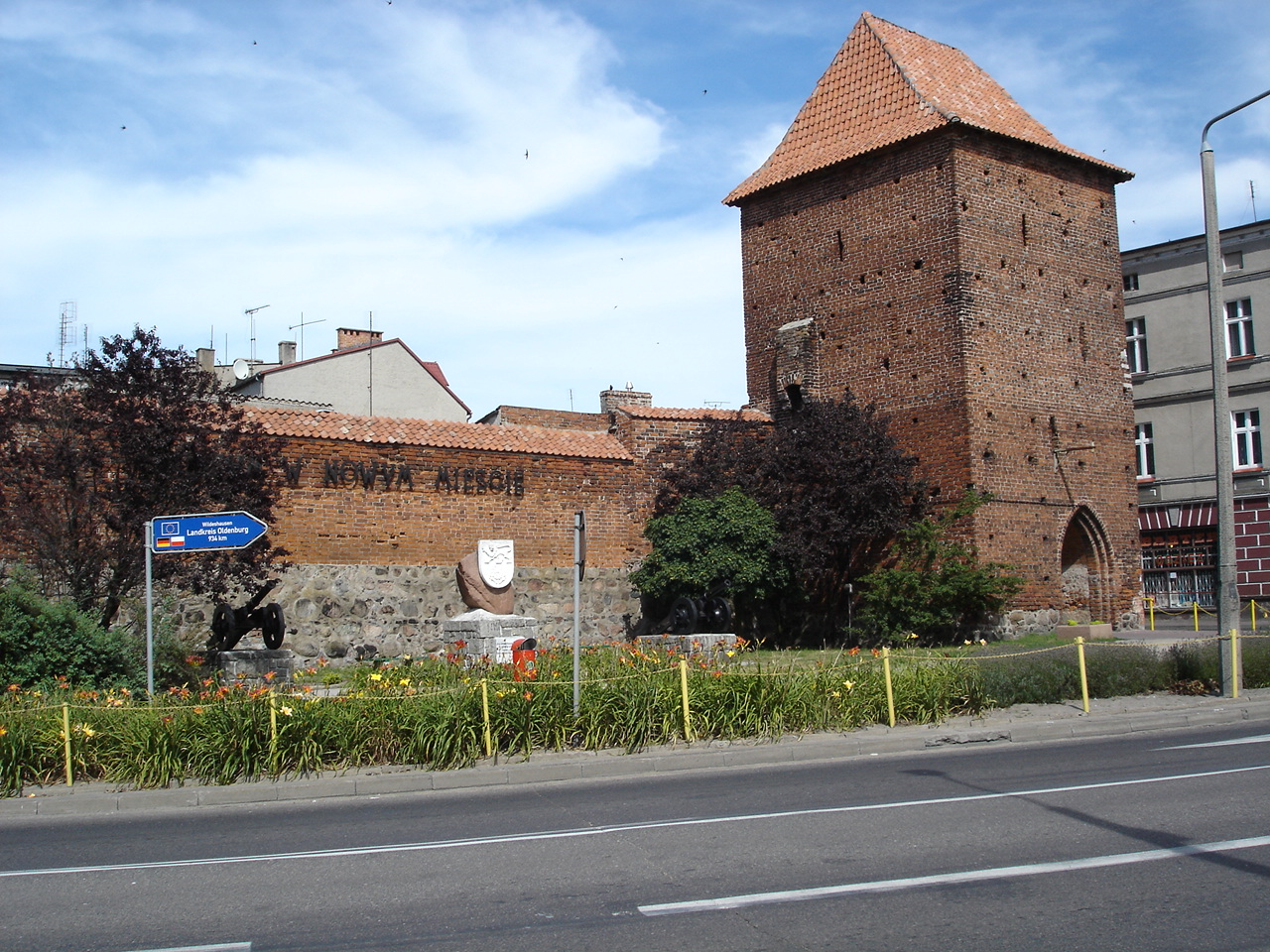
Brama Brodnicka, wzniesiona w XIV wieku

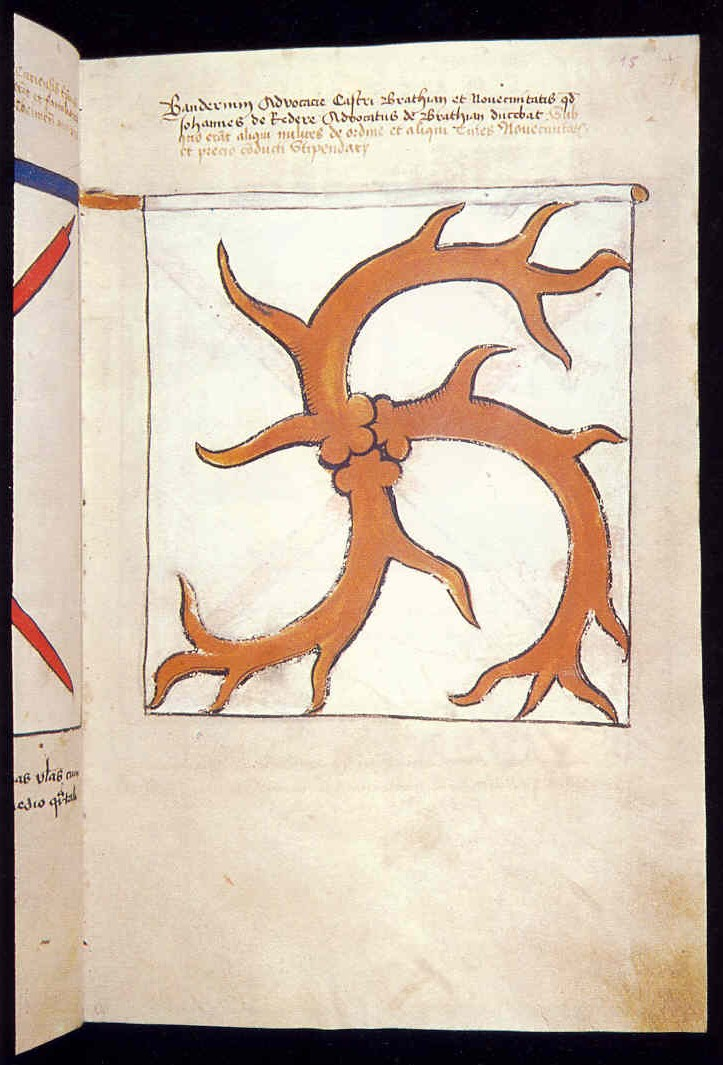
Znak 26 chorągwi krzyżackiej (zamku Bratian i Nowego Miasta) w czasie bitwy pod Grunwaldem według Banderia Prutenorum Jana Długosza

- 1320 – pierwsze wzmianki o parafii w grodzie Julenburg (identyfikowanym z późn. Nowym Miastem)
- 1325 – pierwsza wzmianka o założeniu miasta (Novum Forum) przez komtura Otto von Lutterberga w Kronice Prus Piotra z Dusburga
- 1334–1343 – Nowe Miasto siedzibą wójtostwa krzyżackiego
- 1353 (13 września) – akt nadania praw miejskich przez wielkiego mistrza Winricha von Kniprode
- 1384 (15 kwietnia) – potwierdzenie praw miejskich przez wielkiego mistrza Konrada von Rotenstein
- ok. 1400 – budowa kaplicy w Łąkach

## XV wiek
- 1410 (15 lipca) – bitwa pod Grunwaldem, po stronie Krzyżaków wystąpiła 26 chorągiew zamku Bratian i Nowego Miasta (na jej proporcu ukazane były trzy rogi jelenie splecione w krąg w białym polu)
- 1410 (16 lipca) – wojska polsko litewskie zajmują miasto
- 1411 (1 lutego) – na mocy traktatu pokojowego w Toruniu Nowe Miasto pozostało w rękach zakonu
- 1414 (13 marca) – w wyniku działań wojennych w tzw. wojnie głodowej miasto zostało częściowo zniszczone
- 1422 (27 września) – Nowe Miasto jednym z gwarantów pokoju melneńskiego

Akt oddania się stanów pruskich królowi Kazimierzowi IV Jagiellończykowi i Koronie Królestwa Polskiego, 1454, Archiwum Główne Akt Dawnych

- 1440 (14 marca) – w Kwidzynie przedstawiciele Nowego Miasta wzięli udział w zawiązaniu Związku Pruskiego
- 1444 (21 grudnia) – ponowny akt nadania praw miejskich wydany przez wielkiego mistrza Konrada von Erlichshausen
- 1451 – Nowe Miasto wystąpiło ze Związku Pruskiego
- 1453 (8 sierpnia) – ponowny akt nadania praw miejskich wydany przez wielkiego mistrza Ludwika von Erlichshausen
- 1454 (4 lutego) – Związek Pruski wypowiedział posłuszeństwo zakonowi. Krzyżaków wypędzono z wielu miast m.in. z Nowego Miasta
- 1454 (25 maja) – w Toruniu podpisano akt hołdu złożonego królowi Polski Kazimierzowi Jagiellończykowi. Widnieją pod nim podpisy m.in. przedstawicieli Nowego Miasta. Jednak w trakcie wojny trzynastoletniej Nowe Miasto wielokrotnie stawało po stronie krzyżackiej
- 1457 – w Nowym Mieście prozakonna kapituła chełmińska wybrała Andrzeja Sandberga kandydatem na biskupa chełmińskiego
- 1466 (19 października) – podpisanie w Toruniu układu pokojowego między Królestwem Polskim a państwem krzyżackim, na mocy którego Nowe Miasto ma znaleźć się w granicach Korony.
- 1468 (20 września) – ustalono ostatecznie termin przejścia Nowego Miasta w ręce polskie (13 grudnia) wojska krzyżackie opuściły Nowe Miasto
- 1469 – wzmianki o „Nowym Myastku”

## XVI wiek
- 1521–1524 Nowe Miasto wraca na okres czterech lat pod rządy zakonu
- 1527 – parafia nowomiejska przechodzi pod administrację biskupów chełmińskich
- 1534 (2 października) w Nowym Mieście odbył się sejmik z udziałem Mikołaja Działyńskiego
- 1535 (7 lutego) król Zygmunt I powołał Jana Działyńskiego na urząd podkomorzego dobrzyńskiego
- 1545 – do miasta dociera reformacja
- 1580 (8 marca) w Nowym Mieście zebrała się komisja celem przeprowadzenia rewizji prawa chełmińskiego

## XVII–XVIII wiek
- 1624 – starosta bratiański Paweł Działyński wraz z żoną Jadwigą założył fundację klasztoru w Nowym Mieście i sprowadził do niego reformatów (z siedzibą w prepozyturze św. Jerzego na przedmieściu)
- 1628 – oblężenie miasta przez Szwedów. W trakcie oblężenia Nowego Miasta ranny w policzek został Gustaw II Adolf.
- 1629 – Lisowczycy palą klasztor i przedmieścia Nowego Miasta
- 1639 (16 lutego) Fundacja klasztoru została przeniesiona do Łąk
- 1656 – miasto razem z Bratianem zostaje przez Karola X Gustawa (króla szwedzkiego) nadane za wierność Szwedom Bogusławowi Radziwiłłowi
- koniec XVII w. – renowacja kościoła i nowe fundacje proboszcza Jana Ewertowskiego

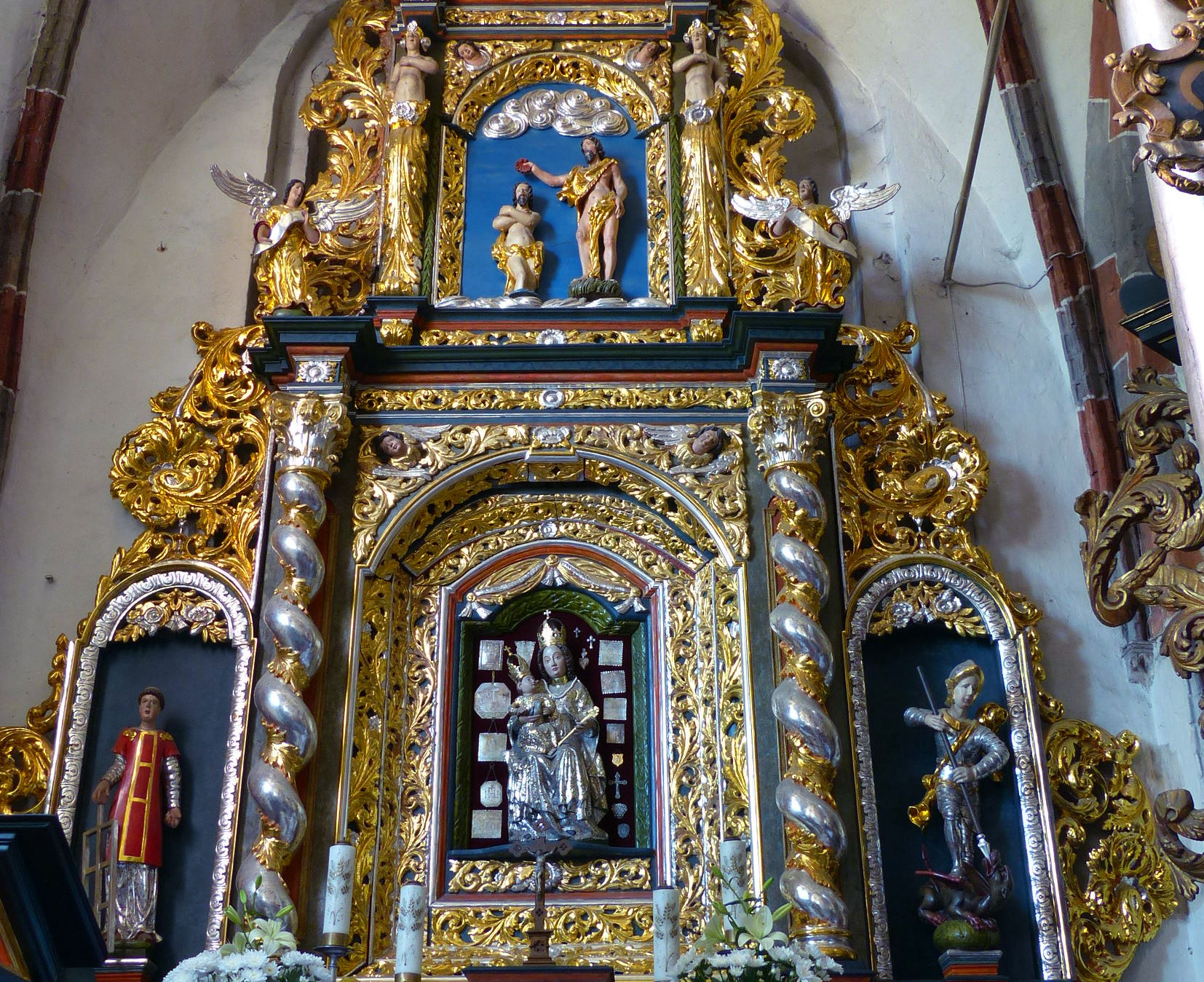
Barokowy ołtarz boczny z XVIII w. w bazylice św. Tomasza Apostoła

- 1703 (26 lipca) III wojna północna – w mieście i okolicach stanął korpus szwedzki, który ogołocił miasto i okolice z żywności
- 1711 – epidemia dżumy w mieście
- 1752 (4 czerwca) – aktu koronacji wizerunku Matki Boskiej Łąkowskiej w klasztorze w Łąkach, koronami papieskimi (poświęconymi przez papieża Benedykta XIV) dokonał biskup Leski.

## Pod zaborami i w Księstwie Warszawskim
- 1772 (6 sierpnia) I rozbiór Polski, w wyniku którego Nowe Miasto przechodzi pod władzę Królestwa Prus
- 1806 – pożar ratusza miejskiego
- 1807 (9 lipca) traktat pokojowy w Tylży, na mocy którego Nowe Miasto weszło w skład Księstwa Warszawskiego
- 1815 – zgodnie z ustaleniami kongresu wiedeńskiego Nowe Miasto ponownie znalazło się w granicach Prus
- 1816 – najstarsza wzmianka o gminie żydowskiej w mieście
- 1818 (1 kwietnia) wszedł w życie nowy podział administracyjny Prus Zachodnich, Nowe Miasto stało się stolicą powiatu lubawskiego
- 1824–1827 – budowa kościoła ewangelickiego w miejscu spalonego ratusza
- 1827 -powstanie pierwszej apteki
- 1828–1831 – epidemia cholery
- 1848–1849 – ponowna epidemia cholery
- 1848 (10 maja) odbyło się zebranie wyborców do parlamentu frankfurckiego, podczas którego mieszkańcy miasta opowiedzieli się za przynależnością do Polski
- 1854 – oddanie do użytku szosy do Biskupca
- 1857–1858 – budowa synagogi żydowskiej przy obecnej ulicy Kazimierza Wielkiego

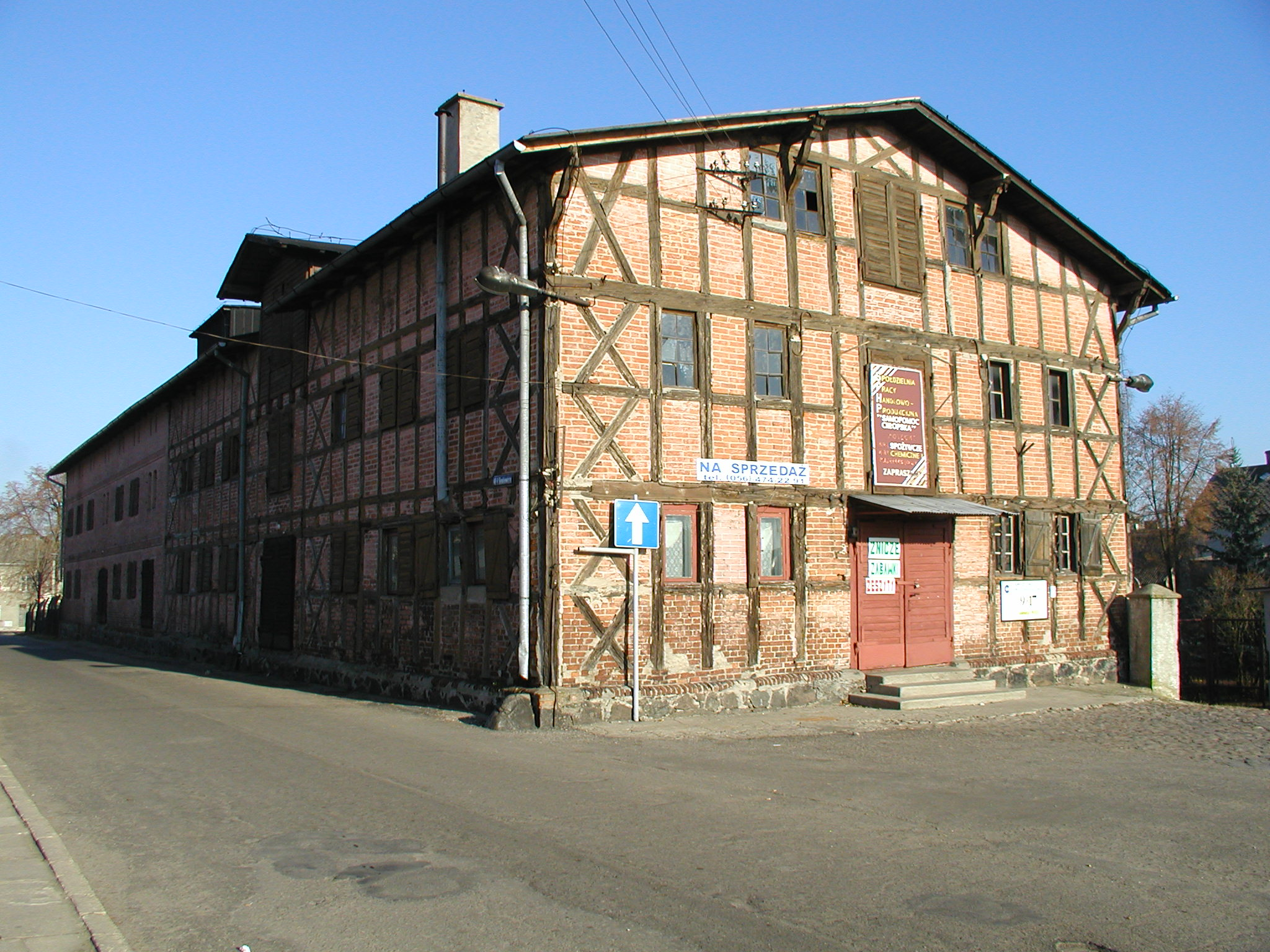
Spichlerz wzniesiony w XIX w.

- 1864 – oddanie do użytku szosy do Lubawy
- 1868 (1 października) – otwarcie szkoły średniej (przeniesienie progimnazjum z Kurzętnika)
- 1868 – ukończenie szosy do Kurzętnika
- 1875 (27 września) zamknięcie przez rząd pruski klasztoru w Łąkach
- 1877 – oddanie do użytku szosy do Lidzbarka
- 1882 (6 maja) spłonął kościół w Łąkach, cudowny obraz przeniesiono do kościoła nowomiejskiego
- 1884 (1 sierpnia) uruchomienie kolei żelaznej Nowe Miasto – Lubawa
- 1885 (12 lipca) powstała korporacja strażacka
- 1893 (4 kwietnia) powstał polski Bank Ludowy
- 1895 – powołanie Towarzystwa Ludowego
- 1897 – powstanie lokalnego oddziału Hakaty

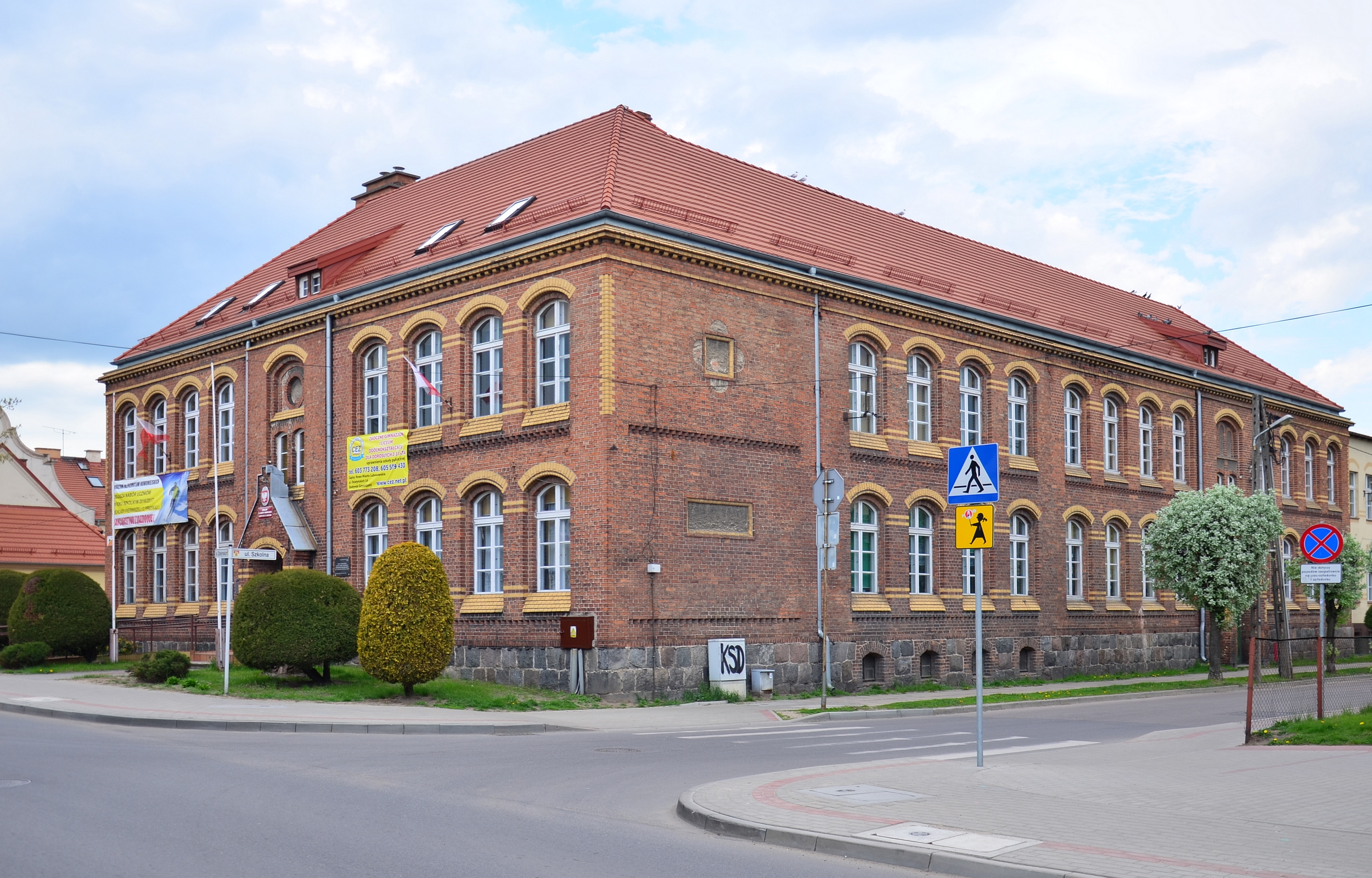
Gmach Szkoły Podstawowej nr 3 im. Filomatów Nowomiejskich, wzniesiony w l. 1897–1898

- 1898 – oddanie do użytku budynku nowej szkoły, obecnie Szkoły Podstawowej nr 3 im. Filomatów Nowomiejskich
- 1898 (3 maja) w siedzibie Towarzystwa Ludowego odbyło się spotkanie w sprawie powstania chóru „Harmonia”
- 1900–1905 włączenie do miasta tzw. Przedmieścia Kurzętnickiego (Pacołtowa)
- 1902 (1 września)– uruchomiono linię kolejową Brodnica – Iława
- 1904 – uruchomienie elektrowni miejskiej
- 1907–1908 – budowa szpitala powiatowego, fundacja Friedricha Lange
- 1910 (2 grudnia) – uruchomiono linię kolejową Zajączkowo Lubawskie – Nowe Miasto Południe
- 1912 – ukończenie przebudowy kościoła ewangelickiego
- 1918 (12 listopada) – powstanie Rady Robotniczej i Rady Żołnierskiej, funkcję kontrolerów niemieckiego landrata objęli Krebs, Binerowski, Dobrzyński
- 1918 (14 listopada) – patriotyczny wiec z inicjatywy Dotychczasowego Komitetu Obywatelskiego i wybór delegatów na Polski Sejm Dzielnicowy i do Powiatowej Rady Ludowej w Lubawskie
- 1918 (listopad) – powstanie parafialnej Rady Ludowej
- 1919 – wprowadzenie języka polskiego do szkół

## W II Rzeczypospolitej
- 1919 (28 czerwca) traktat wersalski przyznaje większość Pomorza Gdańskiego (w tym Nowe Miasto) na powrót Polsce
- 1919 (sierpień) – powstaje drużyna piłkarska przy Tow. Katolickiej Młodzieży – prototyp KS Drwęca
- 1919 (październik) – otwarcie pierwszego kina (w sali Hotelu Polskiego)
- 1919 (13 listopada) powołanie Juliana Sasa-Jaworskiego Polskim Delegatem Powiatowym przy landraturze
- 1919 (14 grudnia) powstanie Polskiego Czerwonego Krzyża
- 1920 (17 stycznia) państwo niemieckie oficjalnie oddaje władzę w mieście
- 1920 (19 stycznia) do Nowego Miasta od strony Kurzętnika wkraczają wojska polskie, niemiecki Grenzschutz wycofuje się do Iławy
- 1920 (12 lutego) powstało gniazdo Sokoła
- 1920 (1 maja) otwarcie przedszkola prowadzonego przez Stowarzyszenie Pań Miłosierdzia św. Wincentego a Paulo
- 1920 – utworzenie Kasy Chorych (instytucja ubezpieczeniowa)

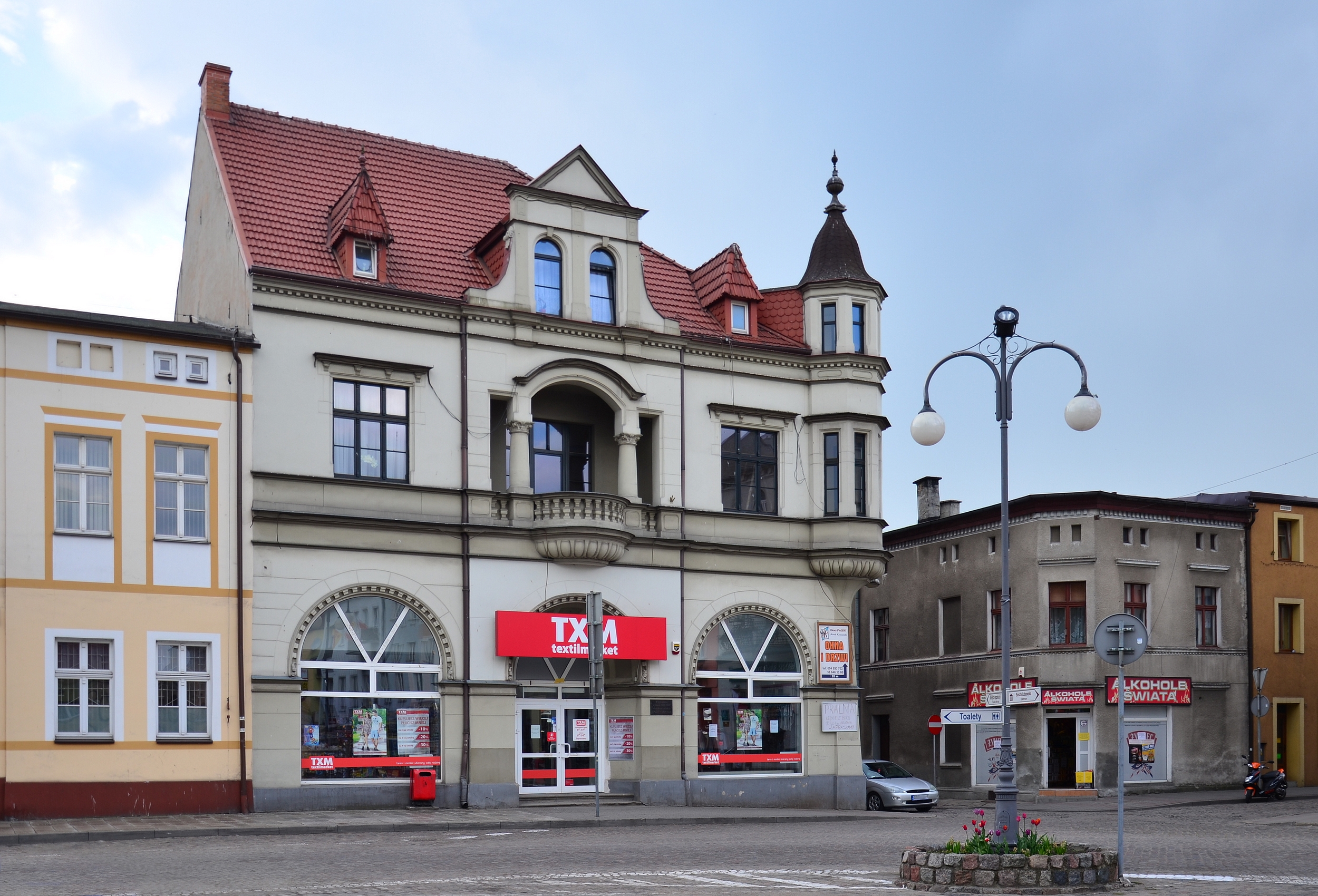
Kamienica w której mieściła się redakcja gazety „Drwęca”

- 1921 (5 stycznia) – ukazał się pierwszy numer „Drwęcy”
- 1921 (15 maja) – utworzono Powiatową Komendę Państwowej
- 1921 (9 listopada) – pierwsze wybory do polskiej Rady Miejskiej
- 1927 – powstanie Uniwersytetu Ludowego przy Tow. Czytelni Ludowych
- 1931 (9 lutego) – wiec bezrobotnych pod starostwem
- 1931 (kwiecień) – powołanie Akcji Katolickiej
- 1934 (1 sierpnia) ukazał się pierwszy numer sanacyjnej „Gazety Lubawskiej”
- 1935 (1 stycznia) – otwarcie ośrodka zdrowia przy ul. Tylickiej (dzis. Wojska Polskiego)
- 1935 (lipiec) – oddanie do użytku stadionu (od 1936 roku noszącego imię Józefa Piłsudskiego)
- 1937 (28 lutego) zarządzenie ministra spraw wewnętrznych, na mocy którego od 1 września 1937 roku w miejsce „Nowemiasto/Pomorze”, „Nowemiasto n/Drwęcą” zaczęto używać obecnej nazwy miasta – Nowe Miasto Lubawskie
- 1938 – otwarcie ośrodka przy ul. Łąkowskiej (dzis. Grunwaldzkiej)
- 1939 (30 sierpnia) ukazał się ostatni numer gazety „Drwęca”

### II wojna światowa

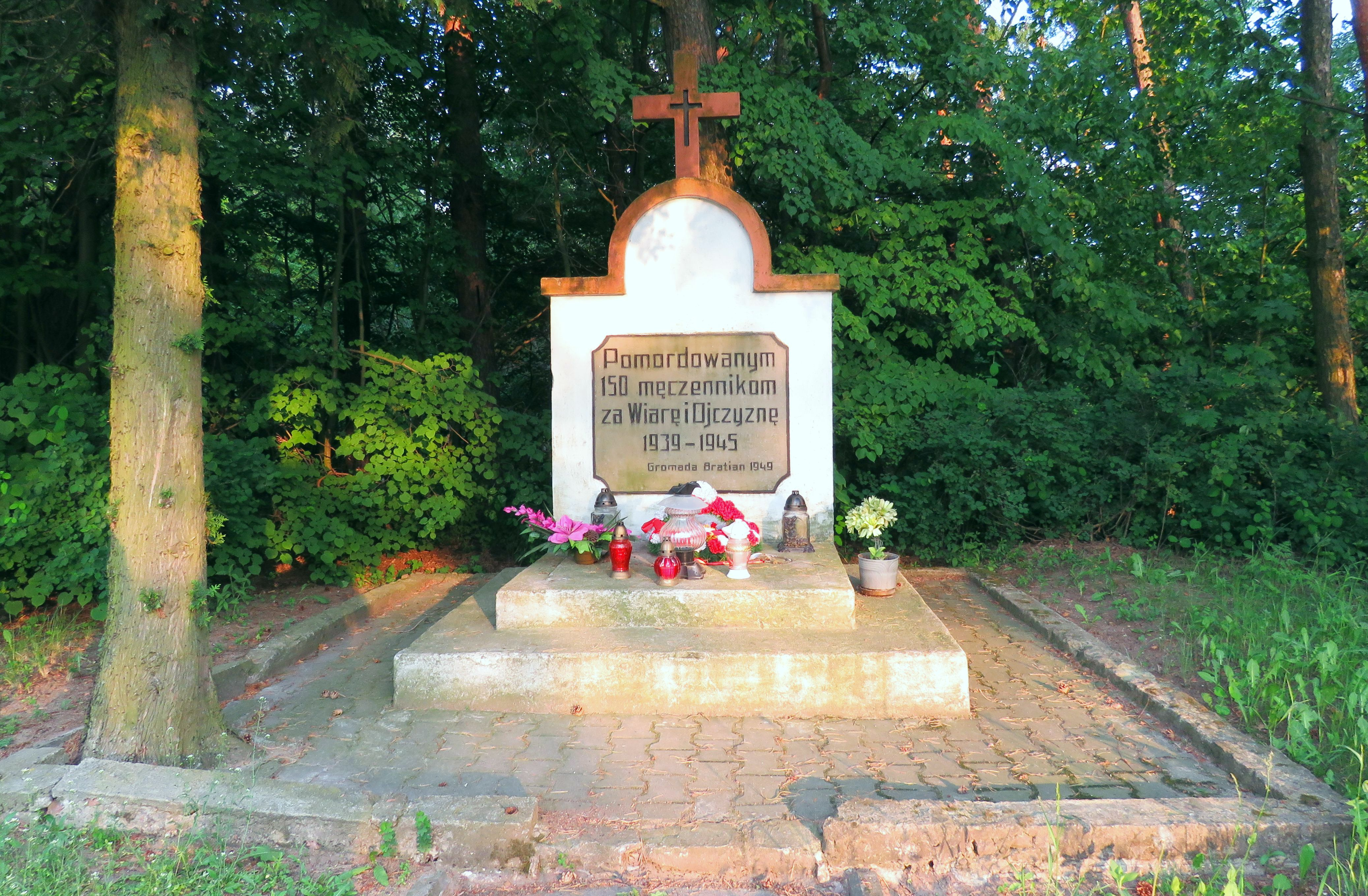
Pomnik ofiaru mordu w lesie bratiańskim

- 1939 (3 września) miasto zajęły wojska niemieckie, początek okupacji niemieckiej
- 1939 (9 września) pierwsze egzekucje Polaków (małżeństwo Kulikowskich)
- 1939 (15 października) egzekucja blisko 150 Polaków z Nowego Miasta Lubawskiego i okolic, dokonana przez niemiecki Selbstschutz w lesie bratiańskim
- 1939 (7 grudnia) odbyła się publiczna egzekucja Polaków przy ówczesnej ulicy Kopernika
- 1945 (21 stycznia) do miasta od strony Tylic wkraczają wojska radzieckie II Frontu Białoruskiego i polskie[1]

## W Polsce powojennej
- 1945–1950 – miasto w granicach woj. pomorskiego z siedzibą w Bydgoszczy
- 1946 powołano do życia Powiatową Bibliotekę Publiczną
- 1947 (styczeń -luty) pokazowe procesy przeciwko niepodległościowemu podziemiu w sali kina „Bajka”
- 1948 (maj) władze wojewódzkie poparły zmianę nazwy powiatu z „lubawski” na „nowomiejski”
- 1948 (19 lipca) zmiana nazw większości ulic
- 1949 (26 marca) zbiorowe pochówki uprzednio ekshumowanych żołnierzy na cmentarzu nowomiejskim
- 1950 – w Bydgoszczy odbył się proces Jana Jedy i jego towarzyszy z Polskiej Organizacji Młodzieży Katolickiej
- 1950 – miasto wraz z powiatem włączono do woj. olsztyńskiego
- 1958 – oddanie do użytku Spółdzielczego Domu Kultury
- 1958 – przebudowa zboru poewangelickiego na kino „Harmonia”
- 1958 (1 października) uroczystości z okazji stulecia Prywatnego Instytutu Katolickiego, który dał początek nowomiejskiemu liceum
- 1959 – powstanie Muzeum Ziemi Lubawskiej
- 1961 (27 lipca) rzeka Drwęca na całej długości wraz z dopływami uznana została za rezerwat przyrody (Monitor nr 71 z 1961 r.)
- 1962 (13 maja) odsłonięto pomnik pod Nawrą „Ofiarom faszyzmu – mieszkańcy ziemi nowomiejskiej”, autorem pomnika jest rzeźbiarz Ryszard Wachowski
- 1964 (1 września) – oddanie do użytku szkoły podstawowej przy ul. Jagiellońskiej
- 1964 – pierwsze osiedlenia ludności narodowości romskiej w mieście
- 1968 (21 września) przekazanie nowego budynku bibliotece publicznej
- 1971 (21 października) kościół parafialny pod wezwaniem św. Tomasz Apostoła podniesiony został przez Ojca Świętego Pawła VI do tytułu bazyliki mniejszej
- 1975 (1 czerwca) w wyniku reformy administracyjnej zlikwidowano powiat nowomiejski
- 1975 (1 września) powstał Zespół Szkół (od 4 maja 1977 im Cypriana Kamila Norwida)
- 1977 (1 stycznia) powołanie Nowomiejskiego Domu Kultury (oficjalna inauguracja 24 września)
- 1980 (jesień) -powstanie lokalnych struktur NSZZ Solidarność
- 1981 (13 grudnia) wprowadzenie stanu wojennego, aresztowanie lokalnych przywódców Solidarności
- 1987 (1 września) – zlikwidowano linię kolejową Nowe Miasto Lubawskie – Zajączkowo Lubawskie
- 1989 (kwiecień) powstanie Komitetu Obywatelskiego
- 1989 (22 października) odbyło się pierwsze zebranie poświęcone wydaniu lokalnej gazety „Drwęca”
- 1989 (grudzień) ukazał się numer okazowy gazety „Drwęca”
- 1990 (6 czerwca) pierwszym niekomunistycznym burmistrzem wybrano Jana Jedę
- 1990 (3 września) powstał Zespół Szkół Rolniczych

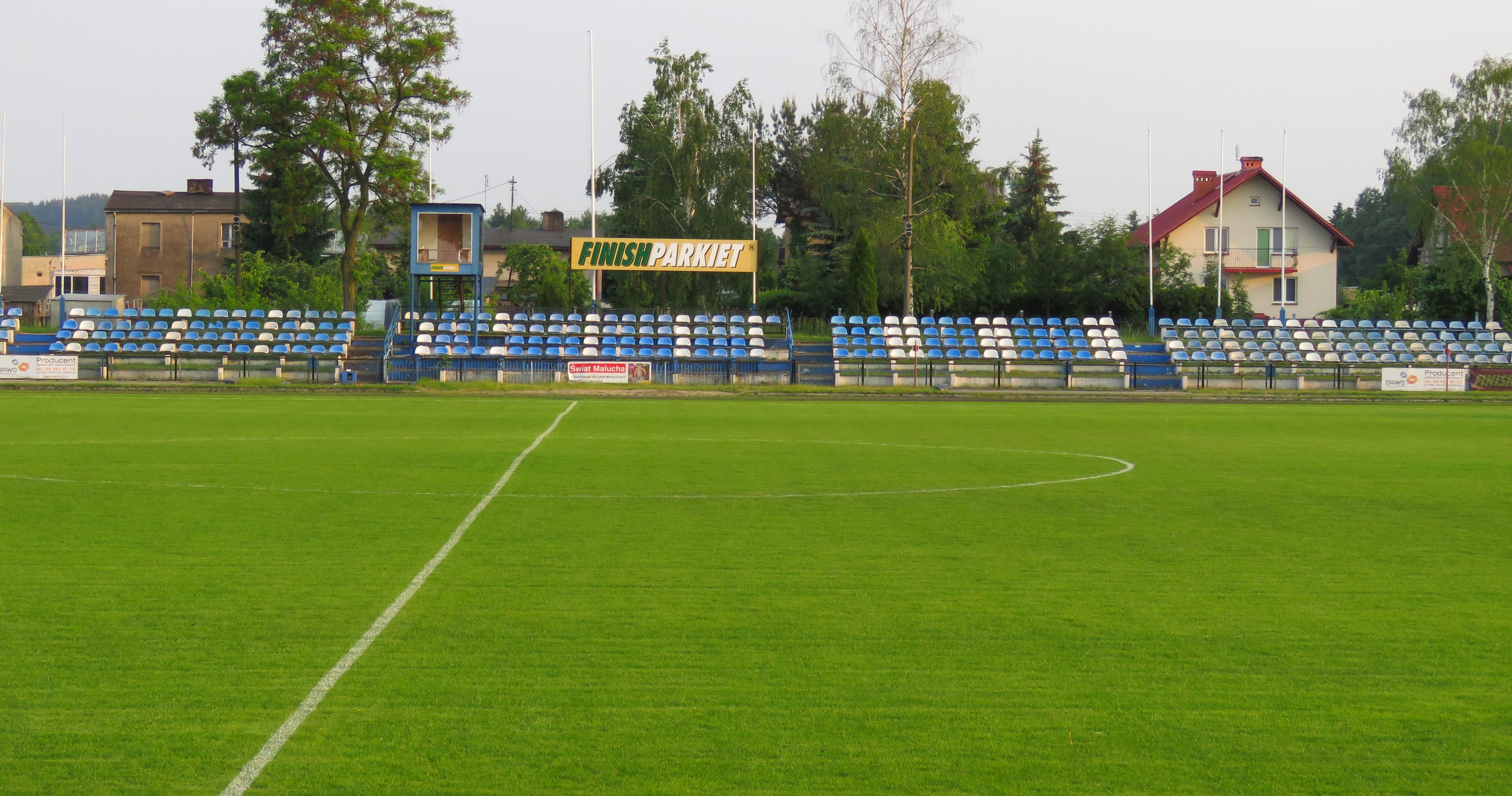
Stadion MOSiR

- 1999 (1 stycznia) w wyniku reformy administracyjnej kraju powstał powiat nowomiejski
- 2000 (3 kwietnia) – odbył się ostatni kurs pociągu na trasie Iława – Tama Brodzka
- 2005 (31 lipca) – debiut Drwęcy Nowe Miasto Lubawskie w piłkarskiej II lidze[2]

## Przynależność państwowa

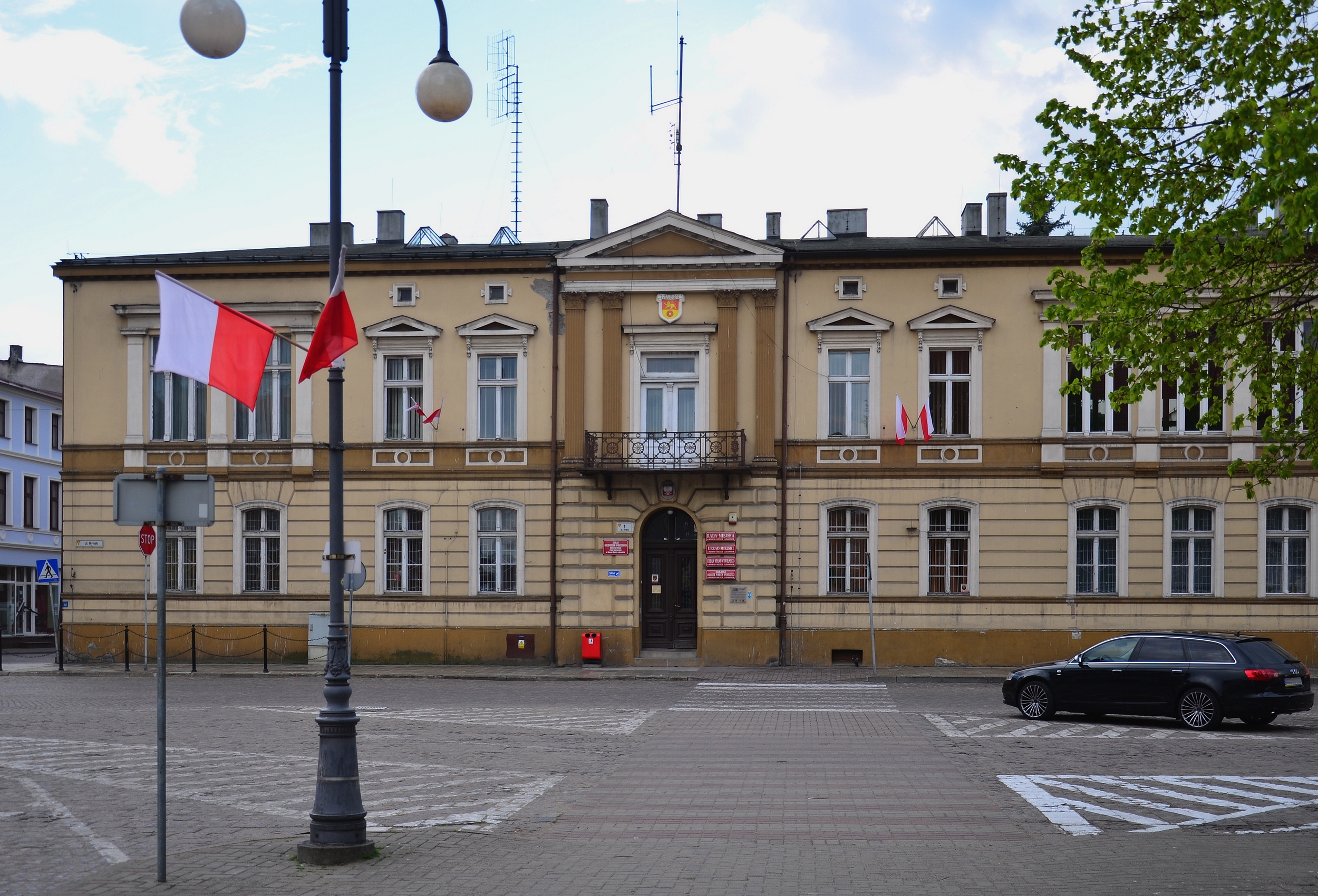
Ratusz

Od uzyskania praw miejskich Nowe Miasto Lubawskie znajdowało się pod panowaniem następujących państw:
- 1353–1454 –  państwo zakonu krzyżackiego
- 1466–1569 –  Korona Królestwa Polskiego
- 1569–1772 –  Rzeczpospolita,  Korona Królestwa Polskiego
- 1772–1807 –  Królestwo Prus
- 1807–1815 –  Księstwo Warszawskie
- 1815–1867 –  Królestwo Prus
- 1867–1871 –  Związek Północnoniemiecki,  Królestwo Prus
- 1871–1920 –  Rzesza Niemiecka,  Królestwo Prus
- 1920–1939 –  Rzeczpospolita Polska
- 1939–1945 –  Rzesza Wielkoniemiecka[a] (okupacja wojenna)
- 1945–1952 –  Rzeczpospolita Polska
- 1952–1989 –  Polska Rzeczpospolita Ludowa
- od 1989 –  Rzeczpospolita Polska